# 匯德隧道
匯德隧道是台灣花蓮縣秀林鄉的一座公路隧道，位於台九線蘇花公路上。
本隧道於1998年（民國87年）1月10日興建，2000年（民國89年）6月5日竣工，原長1500公尺，現長1460公尺，為蘇花公路最長隧道（不計蘇花改）；隧道外有原蘇花公路的清水隧道因本隧道新建改線而廢棄，使得車輛不再行駛較為容易坍方的得其黎斷崖路段，清水隧道北口至匯德隧道北口之部分路段已改為欣賞清水斷崖的匯德景觀步道（匯德休憩區）使用。